# Jerzy Cieszanowski
Jerzy Cieszanowski herbu Jelita – cześnik czernichowski w latach 1713–1736.
Urodził się jako drugi syn Pawła Cieszanowskiego i Zofii z d. Stano. W 1733 roku podpisał elekcję Stanisława Leszczyńskiego.
Był konsyliarzem konfederacji województwa ruskiego, zawiązanej 10 grudnia 1733 roku w obronie wolnej elekcji Stanisława Leszczyńskiego.
Z Teresą z Łysakowskich miał jednego syna - Józefa